# Uwe Blab
Uwe Blab, né le 26 mars 1962 à Munich, en Allemagne de l'Ouest, est un joueur allemand de basket-ball, évoluant au poste de pivot.